# Poleżajewskaja
Poleżajewskaja (ros. Полежаевская) – stacja moskiewskiego metra linii Tagańsko-Krasnopriesnieńskiej (kod 123). Stację nazwano na cześć Wasilija D. Poleżajewa, budowniczego metra w latach 30. i dyrektora Moskiewskiego Metrostroja (Московский метрострой - firma zajmująca się budową m.in. metra) w latach 1958-72.  Wyjścia prowadzą na ulice Kuusinena i szosę Choroszewskoje. Stacja jest nietypowa, posiada bowiem dwa perony (podobnie jak Partizanskaja na linii Arbacko-Pokrowskiej), ale tylko północny jest używany. Plany zakładały połączenie stąd do Srebrnego Boru (Серебряный бор - park leśny w rejonie Choroszowo-Mniowniki), ale podczas budowy plany te zarzucono, jednakże stację dokończono według pierwotnego projektu. Dlatego też stacja ta może  w przyszłości stanowić potencjalny łącznik z inną linią. Obecnie tunel trzeciego toru (o długości 340m) służy jako bocznica dla składów. 

## Wystrój
Stacja jest trzykomorowa, jednopoziomowa, ma dwa perony. Stacja posiada rząd 25 ośmiobocznych kolumn pokrytych białym i żółtym marmurem w różnych odcieniach. Ściany nad torami pokryto glazurowanymi płytkami ceramicznymi. Podłogi wyłożono szarym granitem. Ściany i kolumny hali z kasami pokrywa szary marmur, znajduje się tutaj płaskorzeźba ku pamięci Wasilija D. Poleżajewa.